# Bisallardiana
Bisallardiana är ett släkte av skalbaggar. Bisallardiana ingår i familjen Cetoniidae.
Kladogram enligt Catalogue of Life:
| Bisallardiana | \| \| Bisallardiana antoinei \| \| \| \| \| \| Bisallardiana bacchusi \| \| \| \| \| \| Bisallardiana decorticata \| \| \| \| \| \| Bisallardiana gymnopleura \| \| \| \| \| \| Bisallardiana marginicollis \| \| \| \| \| \| Bisallardiana obscura \| \| \| \| \| \| Bisallardiana philippei \| \| \| \| \| \| Bisallardiana rugicollis \| \| \| \| \| \| Bisallardiana variabilis \| \| \| \| |
|               | \| \| Bisallardiana antoinei \| \| \| \| \| \| Bisallardiana bacchusi \| \| \| \| \| \| Bisallardiana decorticata \| \| \| \| \| \| Bisallardiana gymnopleura \| \| \| \| \| \| Bisallardiana marginicollis \| \| \| \| \| \| Bisallardiana obscura \| \| \| \| \| \| Bisallardiana philippei \| \| \| \| \| \| Bisallardiana rugicollis \| \| \| \| \| \| Bisallardiana variabilis \| \| \| \| |
|               | Bisallardiana antoinei |
|               | |
|               | Bisallardiana bacchusi |
|               | |
|               | Bisallardiana decorticata |
|               | |
|               | Bisallardiana gymnopleura |
|               | |
|               | Bisallardiana marginicollis |
|               | |
|               | Bisallardiana obscura |
|               | |
|               | Bisallardiana philippei |
|               | |
|               | Bisallardiana rugicollis |
|               | |
|               | Bisallardiana variabilis |
|               | |